# Lettonia ai Giochi della X Olimpiade
La Lettonia partecipò ai Giochi della X Olimpiade, svoltisi a Los Angeles, Stati Uniti, dal 30 luglio al 14 agosto 1932, con una delegazione di 5 atleti impegnati in due discipline.

## Medaglie
| Medaglia | Atleta       | Sport            | Evento       |
| -------- | ------------ | ---------------- | ------------ |
| Argento  | Jānis Dāliņš | Atletica leggera | Marcia 50 km |